# Villebernier

Villebernier este o comună în departamentul Maine-et-Loire, Franța. În 2009 avea o populație de 1,445 de locuitori.